# Dänischer Wohld
Koordinaten: 54° 25′ N, 10° 3′ O

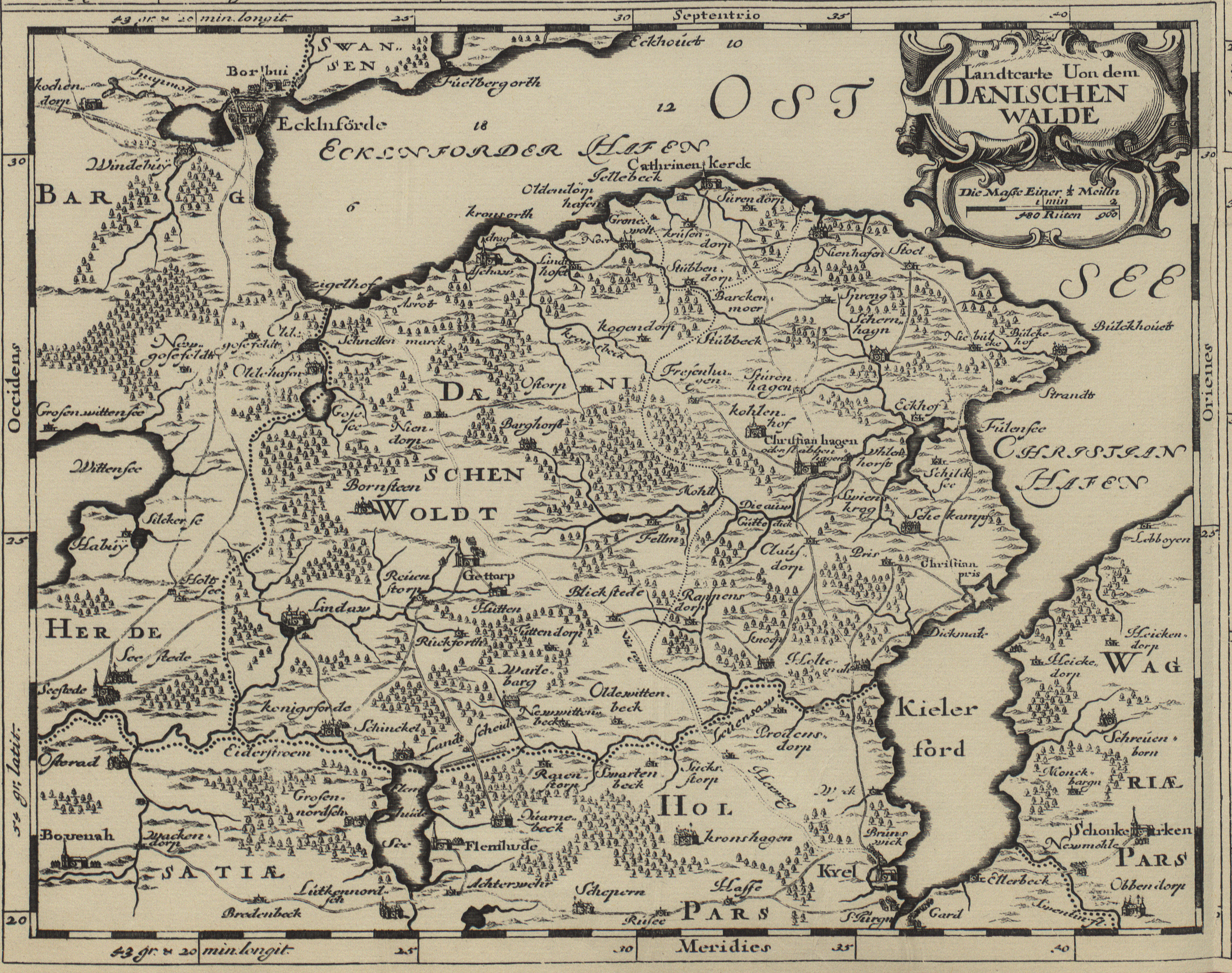
Karte des Dänischen Wohldes von 1652 aus Neue Landesbeschreibung der zwei Herzogtümer Schleswig und Holstein

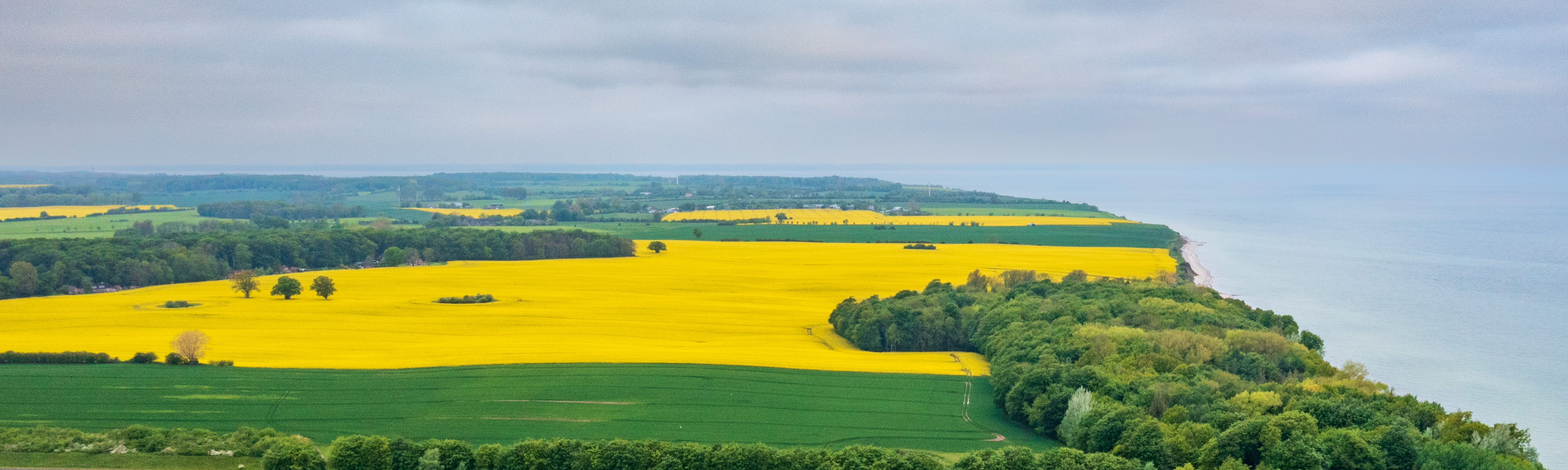
Blick von Strande in Richtung Eckernförder Bucht

Die Landschaft Dänischer Wohld (dänisch: Jernved, latinisiert: Sylva Danica) ist eine Halbinsel zwischen Eckernförder Bucht und Kieler Förde in Schleswig-Holstein. Im Süden wird der Dänische Wohld durch die Levensau und die Eider (heute etwa der Nord-Ostsee-Kanal) begrenzt. Hauptort der historischen Landschaft sowie eines gleichnamigen Amtes, das nur einen zentralen Teil der Halbinsel umfasst, ist Gettorf.
Der Dänische Wohld liegt überwiegend im Altkreis Eckernförde des heutigen Rendsburg-Eckernförde. Einige Orte im Südosten (Schilksee, Holtenau, Friedrichsort, Pries) gehören seit 1922 bzw. 1959 (Schilksee) zur Stadt Kiel. Insgesamt leben auf dem Dänischen Wohld ca. 46.500 Menschen.

## Landschaft
Der Dänische Wohld ist Teil des Schleswig-Holsteinischen Hügellandes. Diese Jungmoränenlandschaft bildete sich etwa vor 20.000 Jahren mit dem Abschmelzen der Weichsel-Eiszeit heraus. Viele Kuppen und Hügel überziehen die Landschaft. Hinter den Stränden und Steilküsten liegen heute weitläufige Korn-, Mais- und Rapsfelder.

## Name

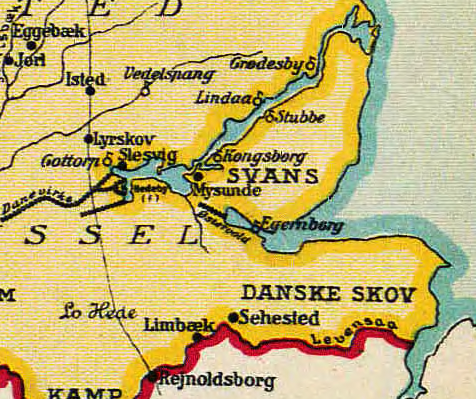
Der Dänische Wohld (Danske Skov) im Südosten des mittelalterlichen Dänemarks bzw. ab etwa 1236 des dänischen Herzogtums Schleswig

Die Bezeichnung „Dänischer Wohld“ ist auf das frühere – einst im Krongut des dänischen Königs befindliche – Waldgebiet Isarnho (Eisenwald) zwischen Eckernförder Bucht und Kieler Förde zurückzuführen. Der aus dem Niederdeutschen stammende Ausdruck Wohld steht dabei für Wald. Die Bezeichnung als Eisenwald findet sich auch heute noch in der dänischen Bezeichnung Jernved wieder, im Altdänischen wurde die Landschaft entsprechend als Iarnwith und im Altsächsischen als Isarnhoe bezeichnet. Die Bezeichnung findet sich auch in der altnordischen Völuspá als Ausdruck für einen mythologischen, schwer durchdringbaren Wald wieder (vgl. auch altnordisch viðr ursprünglich für einen Grenzwald). Seltener finden sich im Dänischen Danskerskov oder Danskeskov (≈Dänischer Wald). Der latinisierte Ausdruck ist Sylva Danica.

## Besiedlung

### Vorgeschichte
Als frühester Nachweis von Menschen in Schleswig-Holstein wird das 13. Jahrtausend v. Chr. zu sehen sein. Sporadisch genutzten Lagerstätten von Rentierjägern folgten vor 8000–9000 Jahren erste Übergänge zur Sesshaftigkeit und bäuerlicher Wirtschaft, des Ackerbaus, der Viehzucht und der Bodenbearbeitung. Viele im Dänischen Wohld gefundene Megalithgräber (zum Beispiel die zahlreichen Großsteingräber bei Birkenmoor) sind Ausdruck gewachsener Sozialgefüge der eingewanderten Stämme der Jungsteinzeit.
Erst im 3. Jahrtausend v. Chr. erfolgten planvolle Rodungen und die Anlage von Weide, Acker wie Wohnsiedlungen. Dagegen sind größere Siedlungseinheiten und die Herausbildung von Handwerk und Händlern erst ab dem 2. Jahrtausend v. Chr. anzunehmen und Kennzeichen der beginnenden Bronzezeit. Zahlreiche Funde unter anderem in Bornstein (Fürstengräber von Neudorf-Bornstein) belegen auch hier die frühe Besiedlung. Seit dem 2. Jahrhundert v. Chr. sind jütische Kimbern und Teutonen feststellbar.

### Völkerwanderung
In der folgenden Völkerwanderungszeit seit dem ausgehenden 3. Jahrhundert n. Chr. sind, vermutlich wegen ungünstiger Lebensbedingungen, umfangreiche Bevölkerungsbewegungen belegt. Die seit dem 2. Jahrhundert n. Chr. belegten Sachsen wanderten mit Jüten und Angeln um 400 bis etwa 500 zunehmend in Britannien ein und hinterließen nördlich der Elbe große Siedlungslücken. Der Dänische Wohld war größtenteils unbesiedelt.

### Mittelalter

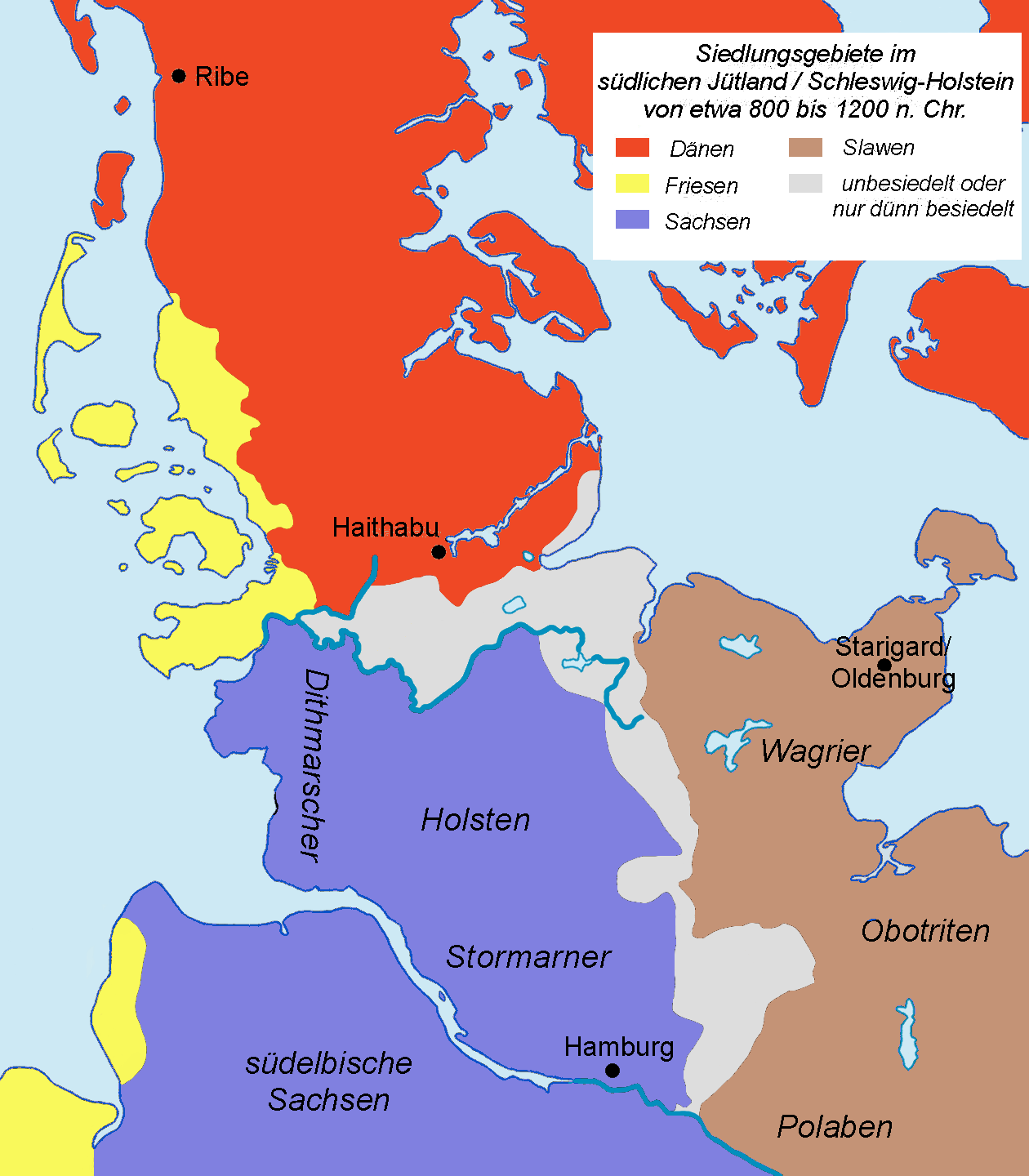
Der Dänische Wohld zwischen Eckernförder Bucht und Kieler Förde war bis in das 13. Jahrhundert nur dünn besiedelt, von Wald bedeckt und bildete so einen Grenzstreifen zwischen dänischer und sächsischer (norddeutscher) Besiedlung.

Seit 811 wurden Eider und Levensau als Einflussgrenze zwischen Dänen und Sachsen festgelegt. Nördlich vom Windebyer Noor erstreckte sich der Osterwall des Danewerkes. Nach Osten bildete der Limes Saxoniae eine weitere Einflussgrenze gegenüber den Slawen.
Das dazwischen liegende Gebiet des Dänischen Wohldes bestand noch aus zusammenhängendem Wald und war entsprechend größtenteils unbesiedelt, abgesehen von einzelnen jütischen Siedlungen. Administrativ gehörte der Dänische Wohld seit etwa 1200 zum Fræzlæt. Das um 1231 als Königslehen des dänischen Königs Waldemar II. genannte Gebiet umfasste geografisch etwa die Linie Eckernförde/Windeby – Haby – Sehestedt im Westen und südlich bis zur Eider und Levensau; heute in etwa dem Nord-Ostsee-Kanal folgend.
Im Jahr 1260 wurde der Dänische Wohld schließlich an die holsteinischen Grafen verpfändet, was eine Einwanderung von Süden kommender norddeutscher Siedler und eine Rodung großer Teile des Dänischen Wohldes mit sich brachte. Ersten Siedlungsplätzen mit Vieh- und Landwirtschaft folgten Bauerndörfer und befestigte Adelssitze. 1662 waren bereits 50 % der Fläche gerodet. Die Ortsnamen sind größtenteils (nieder)deutscher Herkunft, im nördlichen Teil bei Eckernförde finden sich auch dänische Ortsnamen wie Aschau (Askov) und Lindhöft (Lindhoved).

### Dorfgründungen
Älteste Dorfgründungen waren
- Gettorf (1259),
- Holtsee (1272),
- Schilksee (1273),
- Dänischenhagen (1274),
- Schinkel (1289),
- Jellenbek (um 1300),
- Alt Bülk (1304),
- Lindau (1307),
- Felm (1310),
- Warleberg (1316),
- Rathmannsdorf (1325),
- Knoop (1322) sowie
- Seekamp (1350).

Im ausgehenden Mittelalter bildeten sich im Dänischen Wohld, ähnlich wie in Schwansen, große adlige Gutsherrschaften mit sehenswerten Herrenhäusern oder Schlössern aus. Diese Gutsherrschaften übten bis Ende des 19. Jh. die Gerichtsbarkeit aus. Noch heute befinden sich viele der Höfe, deren dörfliche Umgebungen plattdeutsch geprägt sind, im Besitz der alten Familien.

## Administrative Zugehörigkeit
Administrativ bildete der von großen Gütern geprägte Dänische Wohld einen eigenen Güterdistrikt innerhalb des Herzogtums Schleswig, das wiederum ein dänisches Lehensgebiet ausmachte. Zur Zeit der Landesteilungen zwischen königlichen und gottorfschen Anteilen gehörte der Dänische Wohld zusammen mit anderen Güterdistrikten zu den gemeinsam regierten Anteilen. Nach 1853 kam der Dänische Wohld zur neu geschaffenen Eckernförder Harde. Nach dem Deutsch-Dänischen Krieg und dem Übergang der Herzogtümer zu Preußen kam der Dänische Wohld 1867 zum neu geschaffenen Kreis Eckernförde, der 1970 mit dem Kreis Rendsburg zum Kreis Rendsburg-Eckernförde fusionierte. Einige Gemeinden im Südosten des Dänischen Wohldes wurden 1922 und 1959 in die kreisfreie Stadt Kiel eingemeindet.

## Ortschaften
- Gemeinde Altenhof
- Gemeinde Altenholz
- Gemeinde Dänischenhagen
- Gemeinde Felm
- Gemeinde Gettorf
- Gemeinde Holtsee
- Gemeinde Lindau
- Gemeinde Neudorf-Bornstein
- Gemeinde Neuwittenbek
- Gemeinde Noer
- Gemeinde Osdorf
- Gemeinde Schinkel
- Gemeinde Schwedeneck
- Gemeinde Strande
- Gemeinde Tüttendorf

Kieler Stadtteile:
- Schilksee
- Pries
- Friedrichsort
- Holtenau